# آرام قره مانوكيان
آرام قره مانوكيان (بالفرنسية: Aram Karamanoukian)‏ (بالأرمنية: Արամ Կարամանուկյան) (1328 - 1417 هـ / 1910 - 1996 م) هو من الضباط الأوائل المؤسسين للجيش السوري. ولد في عنتاب ثم انتقل في صغره مع أهله إلى سوريا. شارك في حرب فلسطين عام 1948 م. خدم في الجيش السوري مدة 32 عاماً حتى تاريخ تقاعده في عام 1964م. درس في فرنسا ثم انتقل إلى الولايات المتحدة حيث توفي فيها، إلا أن جثمانه نقل إلى مقبرة الأرمن الأرثوذكس في حلب.

## تعليمه
دخل آرام مدرسة الأمجاد (هايكازيان) في حلب بين 1918-1923. ولعدم استقرار العائلة ولأسباب مادية لم يتمكن من متابعة دراسته بين عامي 1923-1928. ولكن كان يقرأ الكتب في مكتب والده وينمي معرفته. ثم تابع دراسته وحصل على تعليمه الأول في مدرسة أرمنية بحلب.عام 1924عمل لدى طبيب أسنان ليتسنى له التدرب في طب الأسنان، ثم ساعده شقيقه ليتابع تعليمه الثانوي في كلية الأخوة الفرنسية عام 1928. وفي ذلك الوقت قرر والده أن لا يعود إلى عنتاب، فعمل في مجال التدريس في العديد من المدارس لتأمين لقمة العيش. وبعد ذلك شارك أحدهم في مكتب للمحاماة. وفي عام 1930 ترك آرام الدراسة والتحق بالجيش الفرنسي، وفي عام 1932 التحق بالكلية العسكرية بدمشق بعد تجاوزه الامتحان، وتخرج عام 1934. ثم تم إرساله إلى بيروت حتى عام 1937 ليعود من جديد إلى حلب ويخدم في الفرقة المدعية.

## حياته
كان من الضباط الأوائل المؤسسين للجيش العربي السوري بعد الاستقلال 1946. في فترة التهجير التي تعرض لها الأرمن، تم تهجير قسم كبير من عائلة قره مانوكيان إلى دير الزور، أما أفراد عائلة آرام فأرسلت إلى حماة حيث مكثوا تحت الخيم لعدة أشهر ثم انتقلوا إلى السليمانية. وفي أثناء تواجدهم تحت الخيم كانت أمه تعلمه اللغة الأرمنية عن طريق كتابة الأحرف على ورق ومن خلال نصوص الكتاب المقدس لعدم توفر الكتب، ثم انتقل مع عائلته إلى حلب بعد حصولهم على إذن بالذهاب من وزارة الداخلية، وساعدهم في ذلك النائب السابق في مجلس المبعوثان هاروتيون أفندي بوشكيزينيان.
تم إيفاده إلى فرنسا لاتباع دورة تطبيقات مدفعية في مدرسة فونتيلو في فرنسا بين عامي 1938-1939. وفي عام 1941 شارك في سورية في المعارك الإنكليزية-الفرنسية، ومنح وسام صليب الحرب الفرنسية.
تم إيفاده من قبل رئاسة الأركان لاتباع دورة ضباط الأركان في المدرسة الحربية العليا في فرنسا في مايوعام 1945. وأوكلت إليه عدة مسؤوليات في الجيش العربي السوري، حيث خدم على جبهة القنيطرة عام 1949. وخلال نفس العام 1949 تم إيفاده إلى فرنسا لاتباع دورة عسكرية لمدة ستة أشهر في مدرسة الحرب العليا في فرنسا ليطلع على أصناف الأسلحة.

## تعييناته
- تم تعيينه عضو هيئة الأركان عام 1949-1950.
- عُين قائدا عاما للقوات المدفعية السورية بين عام 1949-1957.
- عُين قائدا لسلاح المدفعية السورية في حرب فلسطين ضد العدو الإسرائيلي عام 1948، وتم ترفيعه إلى رتبة لواء بعدها.
- عُين ملحقا عسكريا لدى السفارة السورية في واشنطن اعتبارا من 11 يناير 1957.
- نقل في 12 يونيو 1957 من بطارية قيادة سلاح المدفعية إلى فوج القيادة العامة بقرار من وزير الدفاع.

## رتبه العسكرية
خدم آرام في الجيش من 8 سبتمبر 1923 حتى 4 فبراير 1958، حيث تم ترفيعه في الرتب العسكرية على النحو التالي:
- رفع لرتبة ملازم اعتباراً من 1 يناير1934.
- رفع لرتبة ملازم أول اعتباراً من 1 سبتمبر1938.
- رفع لرتبة نقيب اعتبارا من 1 يناير 1942.
- صنف برتبة مقدم اعتباراً من 1 نوفمبر1947.
- رفع لرتبة عقيد اعتباراً من 16 أبريل1949.
- رفع لرتبة عميد بتاريخ 1 يوليو 1953.
- سمي ضابط ركن بتاريخ 23 يونيو 1953.
- رفع لرتبة لواء اعتباراً من 1 أغسطس 1956. وتم تقليده في العام نفسه وسام الاستحقاق السوري من الدرجة الأولى.

كما كان يترأس العروض العسكرية التي كانت تقام بدمشق بمناسبة عيد الاستقلال بحضور الرؤساء والقادة العسكريين، وحاز على ميداليات وجوائز تكريمية من الحكومة السورية والفرنسية والمصرية واللبنانية والأرمنية. إضافة إلى دوره في تنظيم الجيش وخدمة الوطن.

## أوسمته
تم تقليده عدة أوسمة حيث
قلدته الحكومة السورية
- وسام الاستحقاق.
- وسام الحربية.
- وسام الحرب الفلسطينية.

ومنحته فرنسا
- وسام شرف كضابط حرب.

. أما الحكومة اللبنانية
- فمنحته وسام الاستحقاق.

كما تم تقليده من قبل كاثوليكوس عموم الأرمن في أرمينيا
- وسام «نرسيس شنورهالي».

ومن قبل كاثوليكوس بيت كيليكيا في لبنان
- وسام «فارس كيليكيا».

## تقاعده
بعد تقاعده في عام 1964 اُنتخب نائبا عن حلب في المجلس التأسيسي والنيابي. حيث كان ترتيبه الثاني في قائمة مرشحي حلب. كما انتخب عضوا في لجنة الدفاع الوطني. واتبع العديد من الدورات في كلية الحقوق في بيروت، ثم انتقل إلى باريس ليتمكن من متابعة دراساته العليا في جامعة باريس وحصل على الإجازة، وعلى الرغم من مرضه تابع البحث وتفرغ للدراسة، وحصل على دكتوراه دولة في الحقوق الدولية العامة عام 1972 بعمر الستين. وكان موضوع رسالته «الأجانب والخدمة العسكرية» حيث تطرق إلى الحقوق الدولية والقانون الجزائي. وجاء في العدد 5-6 عام 1975-1976 من المجلة الشهرية الخاصة بوزارة الدفاع بقلم نبيل النافوري أن الأطروحة تعرض دراسة واسعة في الحقوق الدولية العامة المتعلقة بالخدمة العسكرية التي يؤديها الأجنبي تطوعا اختياريا أو بصفة إلزامية في جيش غير جيش بلاده الأصلية.

## نشاطاته
شارك بنشاط في حياة الأرمن فكان من مؤسسي الجمعية الخيرية للشباب الأرمن في حلب، كما شغل منصب رئيس الهيئة الاستشارية لمؤسسة كولبنكيان التربوية ووأيضا كان له العديد من المشاركات في جريدة «الفرات».
وكان محبا ومشجعا للرياضة حيث شارك وحضر نشاطات «نادي ليك» فرع حلب لمباريات كرة القدم. كما سميت إحدى المدارس في (نور عنتاب)، قرية (عنتاب الجديدة) القريبة من يريفان في أرمينيا باسم اللواء آرام قره مانوكيان.

## وفاته
توفي في 23 ديسمبر 1966 في نيويورك في الولايات المتحدة الأمريكية عن عمر ناهز الـ86 عاما، وحسب وصيته نقل جزء من رفاته إلى يريفان (أرمينيا) ليدفن إلى جانب شقيقه ليفون، ونقل الجزء الآخر إلى حلب ليدفن في مقبرة الأرمن الأرثوذكس بحلب.